# Gustaw Gracki
Gustaw Gerard Gracki ps. Junek (ur. 11 listopada 1927 w Niehniewiczach, zm. 2013) – polski pedagog, powstaniec warszawski.

## Życiorys
Urodził się 11 listopada 1927 w Niehniewiczach koło Nowogródka jako syn Feliksa i Heleny z domu Podleckiej. Jego ojciec był urzędnikiem samorządowym, a matka nauczycielką. Po agresji sowieckiej na Polskę w 1939. jego ojciec w obawie przed aresztowaniem uciekł do okupowanej przez Niemców Warszawy. Sam Gracki wraz z resztą rodziny przeniósł się tam w 1941 po agresji Niemiec na ZSRR. W Warszawie uczył się w II Miejskim Gimnazjum Mechanicznym.
Za sprawą Edwarda Podlewskiego wuja wstąpił do ZWZ-AK, przyjmując pseudonim Junek i należał do Organizacji Małego Sabotażu. W czasie powstania warszawskiego walczył w 6. kompanii Wawer batalionu Kiliński w rejonie Śródmieścia Północnego; m.in. uczestniczył w nieudanej próbie zdobycia Dworca Gdańskiego. Po kapitulacji powstania trafił do obozu jenieckiego Braunschweig, gdzie skierowano go do pracy w cukrowni. Po wyzwoleniu obozu przez Amerykanów pozostał na jego terenie, brał udział w szkoleniu wojskowym na wypadek III wojny światowej.
Do Polski wrócił w 1947 lub 1949 Zamieszkał w Częstochowie, gdzie osiedli już wcześniej jego rodzice. Kilkukrotnie przesłuchiwany przez Urząd Bezpieczeństwa, ostatecznie nie był prześladowany. Uczył się w Gimnazjum dla Pracujących i jednocześnie pracował w Zarządzie Mienia Porzuconego Urzędu Miasta Częstochowy. Studiował polonistykę na Uniwersytecie Jagiellońskim, jednocześnie pracując jako wychowawca w pogotowiu opiekuńczym, a po studiach w 1954 został skierowany do Częstochowy, gdzie uczył w miejscowych szkołach: Liceum TPD nr 1 – do 1962, Studium Nauczycielskim (1962–1967) i Liceum Korespondencyjnym dla Pracujących, a także w Szkole Pielęgniarskiej, Szkole Położnych i Liceum Felczerskim. Od 1969 pracował w II Liceum Ogólnokształcącym im. Romualda Traugutta w Częstochowie; gdzie był przez pewien czas zastępcą dyrektora. Był wiceprezesem oddziału miejskiego Związku Nauczycielstwa Polskiego. Ponadto od 1975 r. był wizytatorem-metodykiem języka polskiego. W 1994 przeszedł na emeryturę, ale pracował dalej do 2002.
W 2008 wydał książkę Wspomnienia z Powstania Warszawskiego.
Zmarł 6 czerwca 2013 i został pochowany na cmentarzu w Ruszczy koło Krakowa, a na cmentarzu Kule w Częstochowie umieszczono poświęconą mu tablicę pamiątkową podobnie jak na symbolicznej mogile-pomniku batalionu Kiliński na Wojskowych Powązkach w Warszawie.
W 2020 został patronem ulicy w częstochowskiej dzielnicy Dźbów.

## Odznaczenia
- Krzyż Kawalerski Orderu Odrodzenia Polski[2]
- Złoty Krzyż Zasługi (1975 r.)[3]
- Srebrny Krzyż Zasługi (1971 r.)[3]
- Medal Zwycięstwa i Wolności 1945 (1947 r.)[3]
- Warszawski Krzyż Powstańczy[2]
- Złota Odznaka ZNP (1969 r.)[3]
- Odznaka 1000-lecia Państwa Polskiego (1966 r.)[3]
- Odznaka Zasłużonego Działacza FJN (1976 r.)[3]